# 上海国际汽车工业博览会
上海国际汽车工业博览会，是由中國上海市国际贸易促进委员会、中国汽车工业协会共同主办的国际性汽車展覽，民间亦簡稱為上海车展。目標對象为专业人士、媒体记者与普通观众，首屆車展於1985年舉辦。由於2000年代以來中國的汽車銷售量大增，各大汽車製造商無不瞄準這塊市場，此車展相形日益重要，2009年曾創下單日參觀人數超過14萬人次的紀錄。
2013年上海车展共有近2000家厂商参展，丰田、大众、通用、宝马、标致雪铁龙等跨国车企无一缺席，本土车企也纷纷以两三千平方米的奢华阵容参展，多达111辆的全球首发车数量直追今年的日内瓦车展。2013年4月21日全天进场观众创下了15.2万人次的新纪录。上海车展已成为与底特律、法兰克福、巴黎和东京并列的顶级国际车展之一，也是第一个加入国际汽车联合会的中国车展。

## 历史
第一届上海国际汽车工业博览会于1985年7月3日在上海工业展览馆开幕，当时参展的中国廠商包括红旗轿车，外國車商則有奔驰等。
第十三届上海国际汽车工业博览会（又称2009上海车展）于2009年4月22日举行，4月28日落幕，举办地點在上海新国际博览中心。2009上海国际汽车展由中国汽车工业协会、中国国际贸易促进委员会上海市分会、中国国际贸易促进委员会汽车行业分会主办，由上海市国际展览有限公司、德国慕尼黑国际博览集团IMAG国际展览会与交易会有限公司承办。本屆車展包括大众汽车、宝马等全球汽车业巨头都纷纷亮相上海车展并发布新车型。而展会的单日参观人数更是突破14万人。展会动用了上海新国际博览中心的所有展馆，有室内展馆10个。
从2015年举行的第十六届上海车展起，上海车展正式移师上海虹桥国际机场旁的国家会展中心举办。
第二十届上海国际汽车工业博览会于2023年4月18日举行，4月27日落幕。4月18日至19日为新闻发布日，4月20日至27日向公众开放。
第二十一届上海车展于2025年4月23日—5月2日举行。在举办前，微信上出现有“上海国际汽车工业展览会官微”（由上海贸促会管理）和“上海国际汽车展览会”（由中国贸促会管理）两个账号，均被认为是官方账号。而在2024年8月27日，中国贸促会汽车行业分会与上海贸促会发生争执，前者因协议到期，不再主办上海车展。但中国贸促会汽车行业分会不服，表示“继续开展2025上海车展的相关组织工作”。3月31日，上海贸促会公布裁决结果，根据2025年2月17日上海市第二中级人民法院的一审判决，上海贸促会、上海市国际展览（集团）有限公司和中国国际贸易促进委员会汽车行业分会于2002年签署的《合作协议书》于2024年8月12日终止。中国贸促会汽车行业分会随后提出上诉，之后上海市高级人民法院于2025年3月31日驳回上诉。

## 外部連結
官方網站（页面存档备份，存于）